# Jean-Xavier Lefèvre
Jean-Xavier Lefèvre (ur. 6 marca 1763 w Lozannie, zm. 9 listopada 1829 w Paryżu) – francuski kompozytor i klarnecista pochodzenia szwajcarskiego.

## Życiorys
Gry na klarnecie uczył się w Paryżu u Michela Yosta, debiutował w 1783 roku w ramach Concert Spirituel. Od 1791 do 1817 roku był członkiem orkiestry Opéra de Paris. W latach 1795–1825 wykładał w Konserwatorium Paryskim. Od 1808 do 1824 roku był też pierwszym klarnecistą cesarskiej, a następnie królewskiej kapeli dworskiej. Był autorem pracy teoretycznej Méthode de clarinette (wyd. Paryż 1802). Komponował utwory na klarnet, m.in. 3 symfonie koncertujące, 7 koncertów klarnetowych, 3 kwartety.